# 羅哈斯市

羅哈斯市（西班牙語：Municipio Rojas），是委內瑞拉的一個市，位於該國西部巴里納斯州，首府設於利伯塔德，面積1,591平方公里，2007年人口40,264，人口密度為每平方公里25人。